# Eu Gosto Assim
“Eu Gosto Assim” é uma canção do cantor e compositor brasileiro sertanejo Gustavo Mioto com participação de Mari Fernandez. Foi lançada no dia 16 de setembro de 2022 pela Universal Music. A canção faz parte do “Ano X” em que Mioto comemora seus 10 anos de carreira com 10 lançamentos, sendo ela o sexto lançamento.
“A música ‘Eu Gosto Assim’ é maravilhosa e esse feat com o Gustavo Mioto é muito especial! Ele é um artista que admiro imensamente e fiquei honrada com o convite de participar do show e do clipe, em São Paulo. Tenho certeza de que a galera vai curtir muito”
— Mari Fernandez sobre a colaboração
No dia 8 de outubro de 2022, 23 dias após seu lançamentos, a canção alcançou o 1.º lugar da tabela Top 1 Brasil da plataforma de streaming Spotify depois de ter estreado na posição #115. Na data, a música contava com 9.7 milhões de reproduções na plataforma. Seu videoclipe oficial, que teve estreia na mesma data, somava mais de 10 milhões de visualizações no YouTube também no dia 8 de outubro.
“Eu Gosto Assim” ficou mais de um mês na liderança da tabela, além de ter alcançado também  primeiro lugar no Deezer e Top 10 nas rádios. O Videoclipe também figurou no primeiro lugar dos vídeos de música mais assistidos do YouTube Brasil e contava com 39 milhões de visualizações em 10 de novembro de 2022. A música também liderou por dois meses a tabela Top 50 Streaming e liderou por seis semanas a parada musical Brazil Songs.

## Desempenho nas tabelas musicais
| Chart                       | Maior posição |
| --------------------------- | ------------- |
| Mais ouvidas Spotify Brasil | 1             |
| Mais ouvidas Deezer Brasil  | 1             |
| Top 50 Streaming            | 1             |
| Brazil Songs                | 1             |